# 茹塔 (喬治亞州)
茹塔（英語：Zuta）是位於美國喬治亞州格林縣（Glynn County）的一個非建制地區。該地的面積和人口皆未知。

## 地理
茹塔的座標為31°19′15″N 81°35′02″W / 31.32083°N 81.58389°W，而該地的平均海拔高度為6米（即20英尺）。